# Maenaden
Mainaden (Oudgrieks: Μαινάδες) of Maenaden (Latijn), ook wel Bacchanten (Βάκχαι), zijn figuren uit de Griekse mythologie. Het zijn nimfen die Dionysos (god van de wijn, het plezier en de dans) vergezellen en vereren. Velen zijn oreaden, naiaden en andere nimfen, maar ook sterfelijke vrouwen kunnen mainaden worden.
De mainaden dragen lange gewaden en dierenvellen. Vaak worden ze afgebeeld met een kroon van wijnranken. Ze staan bekend als bezeten vrouwen ("in Bacchische vervoering") die wilde dansen uitvoeren en toegeven aan grof geweld, seks, drank en verminking. Hun voedsel bestaat uit rauw vlees, dat zij met blote handen van hun slachtoffer afscheuren.
In veel verhalen wordt het gedrag van de Mainaden als voorbeeld gesteld voor de effecten van te veel alcohol. In Bakchai, een tragedie van Euripides, vermoorden Mainaden koning Pentheus op gruwelijke wijze. Ook Orpheus zou door deze nimfen zijn vermoord.
De kerstroos (Helleborus niger, alle delen zijn giftig voor de mens) wordt in verband gebracht met de maenaden, Helleborus is gebaseerd op het Griekse hellein (doden) en bora (voedsel) en betekent dan ook dodelijk voedsel. De kerstroos staat bekend als een heksenkruid.

## Galerij

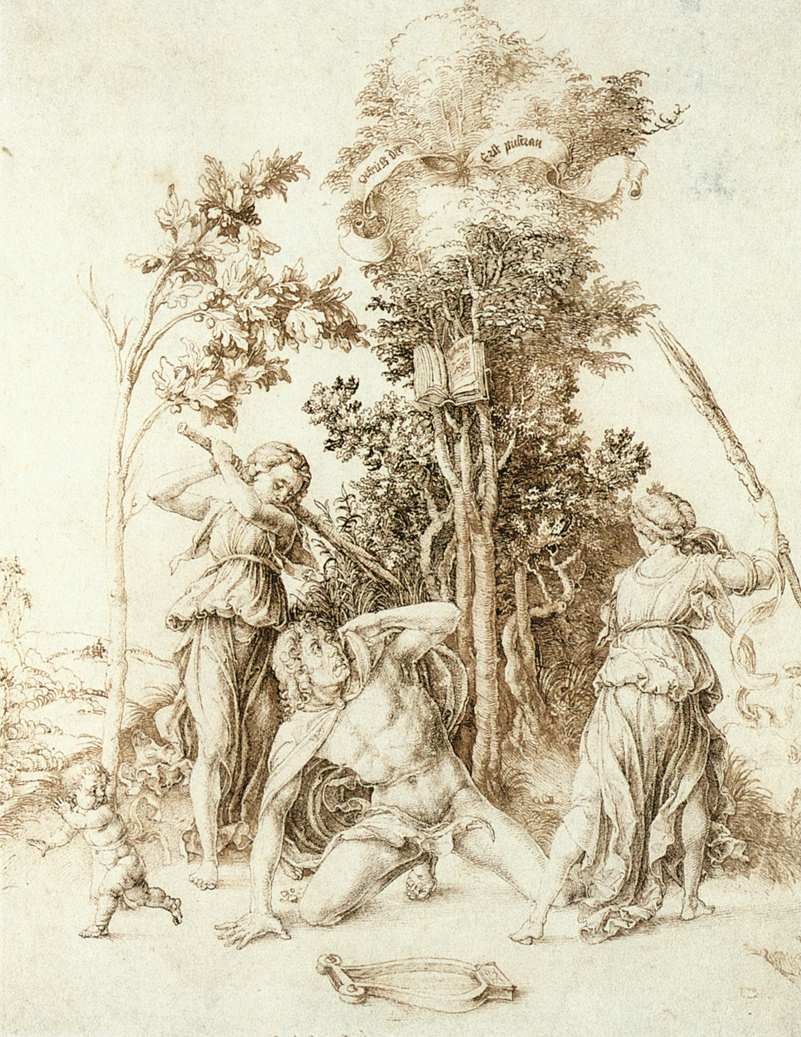
De dood van Orpheus (1494), Albrecht Dürer, Hamburger Kunsthalle
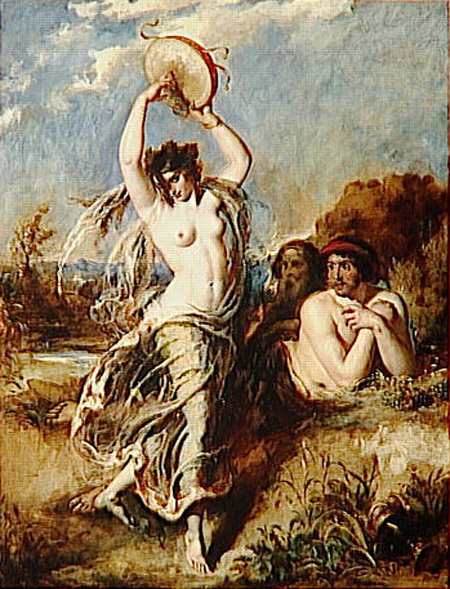
Bacchante die de tamboerijn speelt William Etty
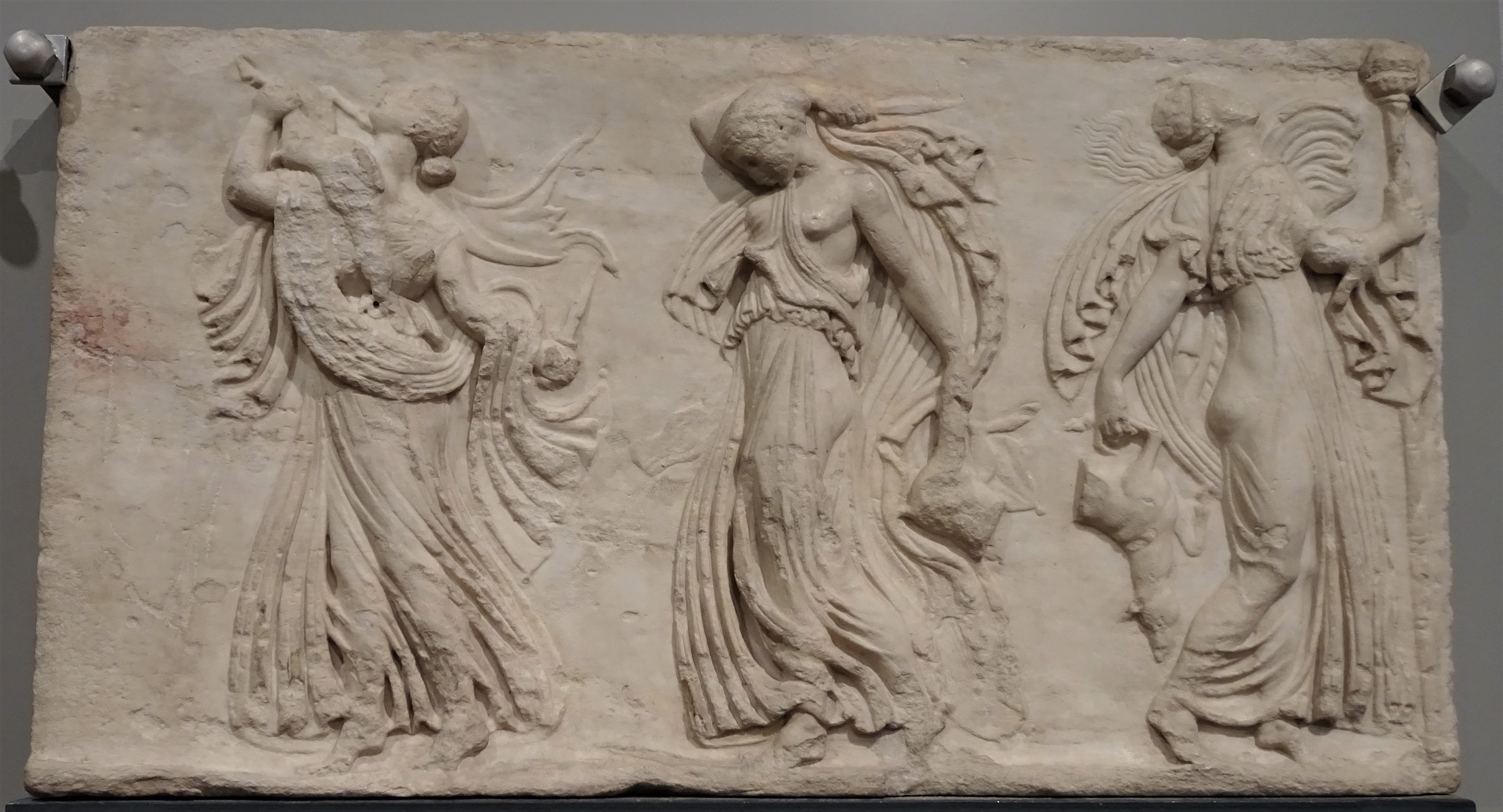
Dansende Maenaden Neoattisch reliëf naar model uit de 5e eeuw v.Chr., Museo Barracco